# Edward James Stone
Edward James Stone (28 février 1831-6 mai 1897) est un astronome anglais.

## Biographie
Il est né à Notting Hill, Londres, d'Edward et Sarah Stone. Formé à la City of London School, il obtient une bourse d'études au King's College de Londres et, en 1856, une bourse au Queens' College de Cambridge, où il obtient son diplôme de cinquième wrangler en 1859 et est immédiatement élu membre de son collège,.
L'année suivante, il succède au Rév. Robert Main en tant qu'assistant en chef à l'Observatoire royal de Greenwich, et entreprend immédiatement la tâche fondamentale d'améliorer les constantes astronomiques. La plus importante d'entre elles, la parallaxe moyenne du soleil, est à cette époque sujette à une incertitude considérable. Il obtient une valeur pour la parallaxe solaire par des observations de Mars en 1860 et 1862. Il affine ensuite son estimation en examinant les observations du transit de Vénus de 1769. Il étudie également la parallaxe lunaire, détermine la masse de la Lune et obtient une valeur pour la constante de nutation. Il est élu membre de la Royal Society en 1868.
Il reçoit la médaille d'or de la Royal Astronomical Society en 1869 et, à la démission de Sir Thomas Maclear en 1870, il est nommé astronome de la reine au cap de Bonne-Espérance. Sa première tâche en prenant ce poste est la réduction et la publication d'une grande masse d'observations laissées par son prédécesseur, à partir d'une partie choisie (celles faites de 1856 à 1860) il compile un catalogue de 1 159 étoiles. Son travail principal est, cependant, un catalogue de 12 441 étoiles à la 7e magnitude entre le pôle Sud et la déclinaison 25°S, qui est pratiquement terminé à la fin de 1878 et publié en 1881.
Peu de temps après la mort de Main le 9 mai 1878, Stone est nommé pour lui succéder comme Radcliffe Observer à Oxford, et il quitte le Cap le 27 mai 1879. À Oxford, il étend les observations d'étoiles du Cap à la 7e magnitude de la déclinaison de 25 ° S à l'équateur et rassemble les résultats dans le catalogue Radcliffe pour 1890, qui contient les emplacements de 6 424 étoiles.
Stone observe le transit de Vénus de 1874 au Cap et organise les expéditions gouvernementales pour l'événement correspondant en 1882. Il est élu président de la Royal Astronomical Society (1882-1884) et il est le premier à reconnaître l'importance des anciennes observations accumulées à l'observatoire de Radcliffe par Hornsby, Robertson et Rigaud. Il observe avec succès l'éclipse solaire totale du 8 août 1896 à Novaya Zemlya, et prévoit un voyage en Inde pour l'éclipse de 1898, mais est décédé subitement à l'observatoire Radcliffe. Le nombre de ses publications astronomiques dépasse 150, mais sa réputation dépend principalement de ses travaux antérieurs à Greenwich et de ses deux grands catalogues d'étoiles - le catalogue Cape pour 1880 et le catalogue Radcliffe pour 1890.
Il épouse Grace Tuckett ; ils ont au moins quatre enfants.